# Lalla Esposito
Lalla Esposito (Napoli, 31 ottobre 1964) è un'attrice e cantante italiana.

## Filmografia
Di seguito elencati i film in cui ha partecipato l'attrice:
- Rosa Funzeca, regia di Aurelio Grimaldi (2002)
- Se sarà luce sarà bellissimo - Moro: un'altra storia, regia di Aurelio Grimaldi (2008)

## Teatro e manifestazioni canore
- Nino, di Lalla Esposito (2014)- spettacolo canoro in omaggio a Nino Rota[2][3]
- Io, Raffaele Viviani, di Antonio Ghirelli e Achille Millo - regia di Antonio Ferrante (2015)  - partecipazione canora[4]
- Butterfly Suite, di Laura Velente (2015)[5]  -  performance in omaggio a Marilyn Monroe e Mia Martini
- Sfogliatelle e altre storie d'amore (2017) - concerto-spettacolo[6] insieme a Massimo Masiello
- Teresa Sorrentino, di Elvio Porta - regia di Armando Pugliese (2018)[7]
- Non c'è niente da ridere, regia di Lamberto Lambertini (2021) - recital insieme a Peppe Barra

## Premi
L'11 settembre 2021 le è stato conferito alla carriera il Premio di Cabaret "Fratelli De Rege" (12ª edizione) .